# Roger Le Maner
Pour les articles homonymes, voir Le Maner.
Roger Le Maner, né le 18 décembre 1923, est un résistant sevranais de la Seconde Guerre mondiale, mort en déportation en mai 1945.

## Biographie
Il est né le 18 décembre 1923 et résidant à Sevran (Seine-Saint-Denis) au début de la Seconde Guerre mondiale. Appartenant à l'O.S.F.T.P.F. (Organisation des francs tireurs et partisans français), il est également membre de l'O.S. (Organisation spéciale). Il est intégré au Groupe de Sevran qui est chargé de missions de surveillance et de recueillir des informations concernant les mouvements de troupes allemandes dans le secteur et l'activité de la Marine et de la Poudrerie. Il assume ces responsabilités quand il est arrêté le 17 avril 1942. Il a 20 ans lorsqu'il est interné à la prison de la Santé. C'est dans deux lettres (28 et 29 janvier 1942) adressées à ses parents qu'il fait part des conditions de son jugement et de sa condamnation à la déportation. Il termine la première par cette phrase :
« Je vous embrasse, je vous quitte momentanément, et je compte les heures qui me séparent encore et peut-être de vous ».
Mais, après l'annonce de sa condamnation, le ton change dans la seconde sans toutefois envisager le pire :
« Je vous embrasse encore, toujours, en mettant tout mon cœur et je fais le vœu de mettre tout ma volonté à vous rendre heureux plus tard ».
Finalement il est déporté au camp de Bergen-Belsen où il fut retrouvé, mourant, par les troupes anglaises le 16 mai 1945, huit jours après la capitulation des nazis.